# Project Pat
Патрик Эрл Хьюстон (англ. Patrick Earl Houston; родился 8 февраля 1973), более известен как Project Pat — американский рэпер из Мемфиса. Он является старшим братом Juicy J и сооснователем Three 6 Mafia.
Хьюстон раннее был членом the Kaze и присоединился в 1998 году.

## Карьера

### Начало 1990-х–2000: Начало карьеры и Ghetty Green
Project Pat начал свою карьеру с появления на ранних релизах своего брата Juicy J в начале 1990-х. Отбыв несколько лет в тюрьме по обвинению в грабеже, он в 1999 году выпустил дебютный студийный альбом Ghetty Green, выпущенным на лейбле его брата Hypnotize Minds. Он стал членом группы Three 6 Mafia и впервые привлёк к себе всеобщее внимание, когда в 2000 году написал хук для хита группы «Sippin’ on Some Syrup».

### 2000–2002: Mista Don’t Play: Everythangs Workin и Layin’ Da Smack Down
Хьюстон выпустил свой второй студийный альбом Mista Don’t Play: Everythangs Workin 13 февраля 2001 года. Синглы «Chickenhead» и «Don’t Save Her» транслировались по национальному радио, а музыкальные клипы появлялись на BET и MTV.
Вскоре после выхода Mista Don’t Play: Everythangs Workin Хьюстону было предъявлено обвинение в нарушении условно-досрочного освобождения, и он получил четыре года тюремного заключения после того, как в его машине было обнаружено нелицензионное оружие. Его третий альбом Layin’ Da Smack Down был выпущен в 2002 году.

### 2002–2006: Crook by da Book: The Fed Story
После освобождения из тюрьмы в 2005 году он выпустил Crook by da Book: The Fed Story, который занял 64-е место в Billboard 200, продав около 40 000 копий за первую неделю. Первым синглом с альбома стал «Good Googly Moogly» при участии DJ Paul и Juicy J.

### 2007–2011: Walkin’ Bank Roll, Real Recognize Real и Loud Pack
После того, как Хьюстон был закончил сделку с Columbia Records, он подписал контракт с Koch. Его пятый студийный альбом Walkin’ Bank Roll был выпущен в 2007 году и дебютировал на 45-м месте в Billboard 200. Главным синглом с альбома стал «Don't Call Me No Mo» при участии Three 6 Mafia. Его шестой студийный альбом Real Recognize Real стал его первым крупным релизом на лейбле Asylum Records. В альбом вошёл трек «Keep It Hood» при участии OJ da Juiceman. Он дебютировал на 8-м месте в чарте Top Rap Albums, за первую неделю после выпуска было продано около 10 000 копий. 19 июля 2011 года Хьюстон выпустил седьмой студийный альбом Loud Pack на Hypnotize Minds и своём недавно основанном лейбле Project.

### 2012–наст. время: Mista Don't Play 2
28 марта 2013 года Хьюстон объявил, что его следующий альбом будет называться Mista Don't Play 2. Первым синглом является «Be A G» при участии Juicy J и покойным Doe B. Альбом вышел 14 апреля 2015 года на E1 Music.
В 2021 году Project Pat участвовал на песне «Knife Talk» с альбома Дрейка Certified Lover Boy, которая заняла 4-е место в Billboard Hot 100.

## Дискография
Студийный альбом
- Ghetty Green (1999)
- Mista Don't Play: Everythangs Workin (2001)
- Layin' da Smack Down (2002)
- Crook by da Book: The Fed Story (2006)
- Walkin' Bank Roll (2007)
- Real Recognize Real (2009)
- Loud Pack (2011)
- Mista Don't Play 2: Everythangs Money (2015)
- M.O.B. (2017)